# 稲垣潤一 meets 林哲司
『稲垣潤一 meets 林哲司』（いながき じゅんいち ミーツ はやし てつじ）は稲垣潤一初のコンピレーション・アルバム。2022年3月22日にユニバーサルミュージック内のレーベル・USM JAPANから発売された。規格品番はUICZ-4601。

## 解説
稲垣の2年半ぶりの本作は作曲家の林哲司が稲垣に提供した楽曲のみをまとめたコンピレーション。
1983年から1989年までの6年間に、林は14曲を稲垣に提供。本作はその14曲と書き下ろし新曲2曲の全16曲から構成されている。
林の公式Twitterでは、本作収録の新曲2曲のトレーラー動画を掲載している。
アルバムタイトル通り、稲垣・林ともにジャケット写真に登場した。
本作発売後の3月30日に、ビルボードライブ東京にて本作発売記念トーク&ライブを開催した。

## 収録曲
1. 哀しみのディスタンス（新曲）
  - 作詞：松井五郎　作曲：林哲司　編曲：船山基紀
2. MARIA
3. 1ダースの言い訳
4. 誰がために…
5. P.S. 抱きしめたい
6. サザンクロス
7. 思い出のビーチクラブ
8. 悲しみは優し過ぎて
9. 愛は腕の中で
10. 悲しきダイアモンド･リング
11. 言い出せなくて
12. 君は知らない
13. A Glass Of The Sorrow
14. 僕は君の味方
15. Memory Flickers
16. My Destiny（新曲）
  - 作詞：売野雅勇　作曲・編曲：林哲司

## プロモーション
テレビ披露
| 放送日        | 番組名             | 放送局     | 披露曲                   | 出典   |
| ------------- | ------------------ | ---------- | ------------------------ | ------ |
| 2022年11月5日 | ミュージックフェア | フジテレビ | 「哀しみのディスタンス」 | [ 13 ] |